# Steuart Baronets
Als Steuart Baronetcies bezeichnet man vier erbliche britische Adelstitel (Baronetcies), die an Personen mit dem Familiennamen Steuart verliehen wurden. Hiervon gehören drei zur Baronetage of Nova Scotia, eine zur Baronetage of the United Kingdom.

## Verleihungen
Erstmals wurde am 15. August 1698 in der Baronetage of Nova Scotia der Titel Baronet, of Allanbank, für Robert Steuart geschaffen. Der Titel erlosch beim Tod des 5. Baronet am 29. Januar 1849.
Am 29. Januar 1698 wurde in der Baronetage of Nova Scotia der Titel Baronet, of Coltness, für Thomas Steuart geschaffen. Dieser war der älteste Bruder des obigen 1. Baronet of Allanbank. Der spätere 6. Baronet hatte bereits 1756 von seinem Onkel mütterlicherseits Sir Robert Denham, 4. Baronet, auch dessen 1694 in der Baronetage of Nova Scotia geschaffenen Titel als 5. Baronet, of Westshield in the County of Lanark, der bei seinem kinderlosen Tod 1773 an einen anderen Verwandten mütterlicherseits fiel. Der Titel als Baronet of Coltness fiel in männlicher Linie an seinen nächsten Verwandten väterlicherseits, Sir James Steuart-Denham, 2. Baronet, der bereits 1727 von seinem Vater den unten genannten Titel Baronet of Goodtrees geerbt hatte. Die beiden Baronetcies waren seither vereinigt und erloschen beide beim Tod des 9. bzw. 4. Baronet 1851.
Am 22. Dezember 1705 wurde in der Baronetage of Nova Scotia der Titel Baronet, of Goodtrees, für den Solicitor General for Scotland James Steuart geschaffen. Sein Vater war ein Bruder des obigen 1. Baronet of Allanbank und des obigen 1. Baronet of Coltness. Sein Sohn, der 2. Baronet, erbte 1773 auch den oben genannten Titel als 7. Baronet of Coltness. Die beiden Baronetcies waren seither vereinigt und erloschen beide beim Tod des 9. bzw. 4. Baronet 1851.
Am 22. Mai 1815 wurde in der Baronetage of the United Kingdom der Titel Baronet, of Allanton in the County of Lanark, für Henry Steuart geschaffen. Die Verleihung erfolgte mit der besonderen Erbregelung, dass der Titel in Ermangelung eigener männlicher Nachkommen auch an seinen Schwiegersohn Reginald Macdonald und dessen männliche Nachkommen vererbbar sei. Dieser erbte entsprechend 1838 den Titel als 2. Baronet und änderte seinen Familiennamen zu Seton-Steuart. Der Titel erlosch beim Tod des 4. Baronet am 5. Juni 1915.

## Liste der Steuart Baronets

### Steuart Baronets, of Allanbank (1687)
- Sir Robert Steuart, 1. Baronet (1643–1707)
- Sir John Steuart, 2. Baronet (um 1685–1753)
- Sir John Steuart, 3. Baronet (1714–1796)
- Sir John Steuart, 4. Baronet (1754–1817)
- Sir John Steuart, 5. Baronet (1779–1849)

### Steuart Baronets, of Coltness (1698)
- Sir Thomas Steuart, 1. Baronet (1631–1698)
- Sir David Steuart, 2. Baronet (1656–1723)
- Sir Thomas Steuart, de iure 3. Baronet (1708–1737)
- Sir Robert Steuart, de iure 4. Baronet (1675–vor 1758)
- Sir John Steuart, de iure 5. Baronet († 1759)
- Sir Archibald Steuart-Denham, 6. und 5. Baronet (1683–1773)
- Sir James Steuart-Denham, 7. und 2. Baronet (1712–1780)
- Sir James Steuart-Denham, 8. und 3. Baronet (1744–1839)
- Sir Henry Steuart-Barclay, 9. und 4. Baronet (1765–1851)

### Steuart Baronets, of Goodtrees (1705)
- Sir James Steuart, 1. Baronet (1681–1727)
- Sir James Steuart-Denham, 7. und 2. Baronet (1712–1780)
- Sir James Steuart-Denham, 8. und 3. Baronet (1744–1839)
- Sir Henry Steuart-Barclay, 9. und 4. Baronet (1765–1851)

### Steuart Baronets, of Allanton (1815)
- Sir Henry Steuart, 1. Baronet (1759–1836)
- Sir Reginald Seton-Steuart, 2. Baronet († 1838)
- Sir Henry Seton-Steuart, 3. Baronet (1812–1884)
- Sir Alan Seton-Steuart, 4. Baronet (1856–1913)
- Sir Douglas Seton-Steuart, 5. Baronet (1857–1930)